# Dème des Thébains
Le dème des Thébains (en grec moderne : Δήμος Θηβαίων, dímos Thivéon) est un dème de la périphérie de Grèce-Centrale, dans le district régional de Béotie, en Grèce. Son siège est la localité de Thèbes.
Il a été créé sous sa forme actuelle en 2010 dans le cadre du programme Kallikratis, par la fusion des anciens dèmes de Thèbes, Platées, Thisbé et Váyia, devenus des districts municipaux.

### District de Thèbes

### District de Platées

### District de Thisbé

### District de Vaya